# تريفور دبليو. باين
تريفور دبليو. باين هو ملحن كندي، ولد في 21 ديسمبر 1948 في باربادوس.

## وصلات خارجية
- تريفور دبليو. باين على موقع ميوزك برينز (الإنجليزية)